# Hipergigantă galbenă
O hipergigantă galbenă este o stea hipergigantă cu o atmosferă extinsă, cu clasa spectrală între A și K, cu o masă iniață de cel puțin 20-50 mase solare. Se numără printre cele mai luminoase stele vizibile de pe cer, cu o magnitudine absolută de aproximativ −9, dar și printre cele mai rare (numai câteva se găsesc în Calea Lactee).

## Hipergigante galbene cunoscute
În galaxia noastră:
- Rho Cassiopeiae
- V509 Cassiopeiae
- IRC+10420 (V1302 Aql)
- HD 179821 [2]
- IRAS 17163-3907
- V382 Carinae

În Westerlund 1:
- W4
- W8a
- W12a
- W16a
- W32
- W265

În alte galaxii:
- HD 7583 (R45 in SMC)
- HD 33579 (in LMC)
- HD 269953 (in LMC)
- HD 268757 (R59 in LMC)
- Variable A (in M33)